# Tubar (jezik)
Tubar jezik (ISO 639-3: tbu; tubare; tubarski jezik), jezik Tubar Indijanaca koji čini samostalnu podskupinu sonorskih jezika, juto-astečke porodice. 
U novije doba (1970) govorilo ga je oko stotinu ljudi u meksičkoj državi Chihuahua, blizu granice Sinaloe i Sonore na mjestu gdje se sastaju rijeke Rio San Ignacio (Verde) i Rio Urique.

## Vanjske poveznice
- Ethnologue (14th)
- Ethnologue (15th)
- Ethnologue (16th)